# Better Place
Better Place var et firma, der solgte batteriskiftestationer. Firmaet blev stiftet i 2007 og gik konkurs i 2013.

## Better Place i Danmark
Det statsejede energiselskab DONG underskrev i marts 2008 et letter of intent, hvorefter DONG deltog i opbygningen af den danske afdeling af Better Place. DONG blev medejer af det danske selskab Better Place A/S og investerede 160.000.000 USD i selskabet.
Det viste sig imidlertid vanskeligt at realisere målene om opbygning af en omfattende infrastruktur, og efter at DONG i efteråret 2012 ikke ville investere yderligere i selskabet, indgav det danske selskab Better Place A/S i maj 2013 konkursbegæring.

## Better Place i Portugal
I Portugal, som også deltog i Better Place, gik man et skridt videre, idet staten underskrev aftale med bilproducenten Nissan-Renault om at fremme elbiler i Portugal. Fra år 2011 skulle 1/5 af den portugisiske stats bilindkøb være "zero-emission" biler,[kilde mangler] og portugisiske forbrugere og virksomheder skulle fra år 2010 få skattemæssige fordele ved at skifte til elbiler. Man ønskede at oprette et net i Portugal på 1300 ladestationer. Elbilerne i Portugal skulle blandt andet leveres af Nissan, som forpligtede sig til at udvikle en elbil med en batteri-rækkevidde på 160 kilometer.